# Légion étrangère dans la guerre d'Indochine

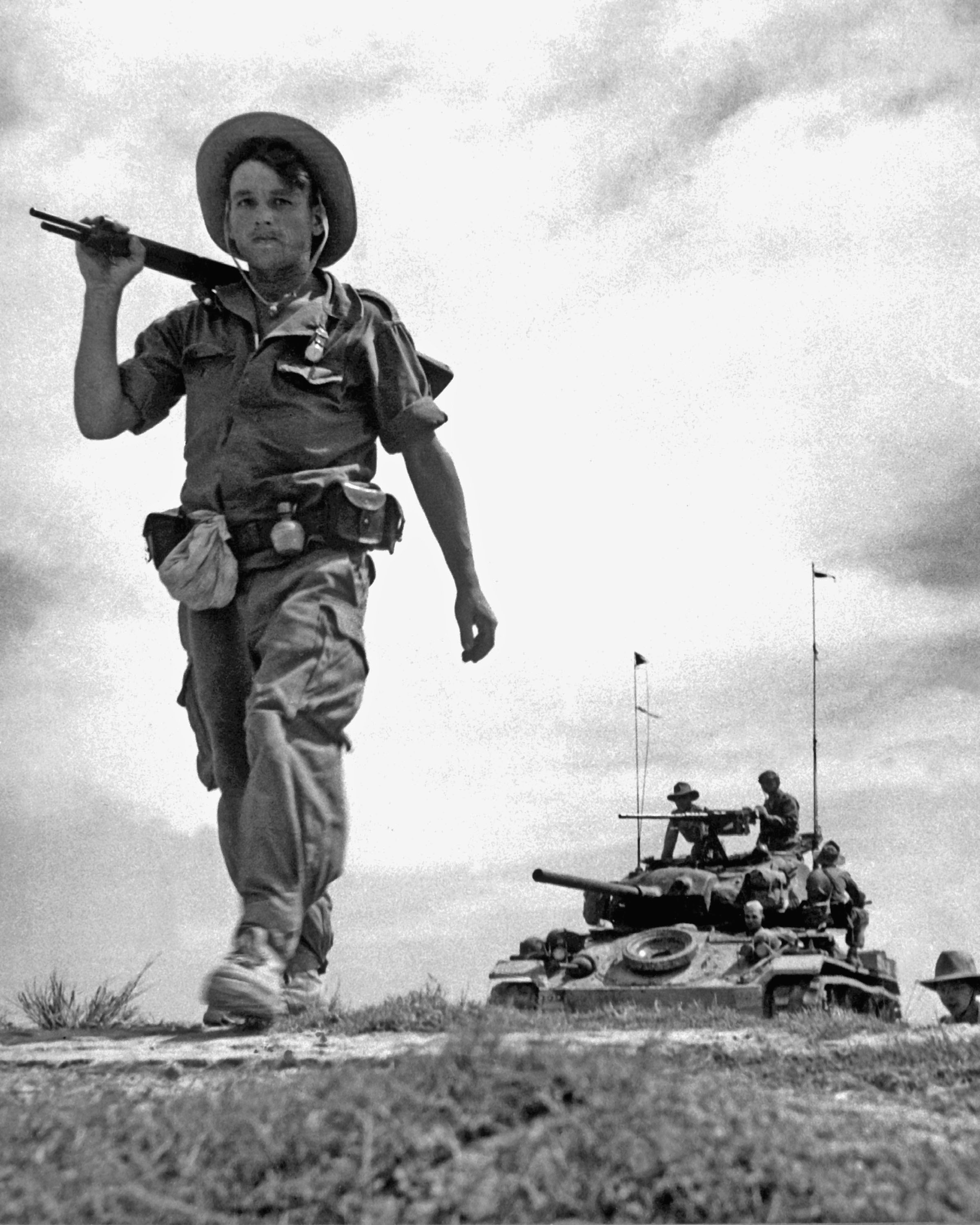
Soldat français de la Légion étrangère en 1954 en Indochine.

Le rôle de la légion étrangère dans la guerre d'Indochine française a été important.
Engagé de 1946 à 1954, tout au long de la guerre d'Indochine, la légion étrangère est le corps d'armée comprenant le plus de soldats d'infanterie durant le conflit indochinois. Elle est souvent en première ligne lors de batailles ou bien apporte le savoir logistique et technique qui font sa réputation.
Ses unités les plus connues sont les Régiments étrangers d'infanterie (REI) qui ont la particularité d'être massivement composés d'étrangers et notamment d'Allemands ayant participé à la Seconde Guerre mondiale avec la Wehrmacht, qui forment la nationalité la plus représentée dans la légion en Indochine. 
L'incorporation de soldats asiatiques au sein de la Légion étrangère, appelée « jaunissement », est par ailleurs une pratique nouvelle qui se développe durant la Guerre d'Indochine[réf. nécessaire].

## Contexte en Indochine
Les leaders du Communisme clandestin incluant Hồ Chí Minh, ses lieutenants, sans oublier le général Võ Nguyên Giáp cherchent à étendre leurs mouvements et l'Indochine, alors colonie française qui apparaît comme une cible de choix (l'Indochine est française depuis le traité de Saïgon en 1862). À la fin de l'année 1946, ils organisent des guérillas viet-minh avec l'aide de plus 50 000 soldats supportés par des milices régionales et l'aide de populations locales. En septembre 1945, Hồ Chí Minh déclare la République démocratique du Vietnam depuis Hanoï. Les Français répondent alors à cela par l'envoi d'un corps expéditionnaire de 56 000 soldats. les troupes viet-minh s'organisent principalement dans le Nord du Tonkin en raison de la proximité avec la Chine qui peut les ravitailler facilement en traversant la frontière. L'avantage de ces soldats est qu'ils sont difficilement détectables dans la jungle indochinoise et choisissent l'endroit et le moment où ils attaquent évitant ainsi aux Français d'anticiper les mouvements.
La France réagit et décide l'envoi de soldats pour reconquérir la région. Cependant, l'administration militaire a du mal à trouver des volontaires pour garnir le corps expéditionnaire. La mobilisation générale n'est pas décrétée et de ce fait, seuls les volontaires et l'armée régulière se retrouvent engagés dans le conflit. Dans le même temps, les campagnes de recrutement de la Légion étrangère sont nombreuses et pour la première fois, le corps d'armée est autorisé à dépasser le nombre maximal de soldats qui est limité à 12 000 depuis sa création en 1831. Cela se justifie par le besoin urgent en soldats à envoyer dans la colonie française. Le nombre maximal de soldat engagés par la légion atteint presque 20 000 en 1953. De nouveaux régiments sont naturellement instaurés comme le 1er REI, 2e REI, 3e REI, 13e DBLE).
La Légion étrangère est présente sur le territoire indochinois depuis le renforcement des troupes armées en novembre 1883 lors de la conquête. Puis lorsque le territoire devient français, la légion prend part dans la pacification des territoires conquis et également dans la construction d'infrastructures qui mettent en valeur la colonie comme des routes ou des ponts. l'armée de légionnaires est au premier front pour mettre de l'ordre sur le territoire et réprimer l'opposition comme la mutinerie de Yên Bái menée par le Parti nationaliste vietnamien (Việt Nam Quốc Dân Đảng) en 1930. La même année, le célèbre 5e régiment étranger d'infanterie est créé et agit principalement en Indochine. Ce dernier prend même le nom de régiment du Tonkin au vu de ses activités nombreuses dans la région. Enfin, le 5e REI fait face au Japonais à la fin de la Seconde Guerre mondiale le 9 mars 1945.

## Contexte en France
En 1945, des centaines de milliers de prisonniers allemands sont parqués dans des camps français.

## Informations sur les troupes

### Bataillons engagés[4]
La Légion étrangère représente durant la guerre d'Indochine l'apport le plus important de soldats d'infanterie au sein du Corps expéditionnaire français en Extrême-Orient (CEFEO) avec 8 % des troupes.
En mars 1952, la Légion étrangère compte : 
- 13 000 soldats répartis dans 4 régiments d'infanteries ;
- 1 400 Parachutistes ;
- 4 000 troupes techniques.

Sur la totalité de la période de la guerre, la légion aurait débarqué plus de 72 000 hommes en Indochine. 
Les bataillons présents sont : 
- 2e régiment étranger d'infanterie ;
- 3e régiment étranger d'infanterie ;
- 5e régiment étranger d'infanterie ;
- 13e demi-brigade de Légion étrangère ;
- 1er bataillon étranger de parachutistes ;
- 2e bataillon étranger de parachutistes ;
- 1er régiment étranger de cavalerie.

### Nationalités
On suppose qu'environ la moitié des soldats de la légion sont allemands durant la guerre d'Indochine. Les chiffres ne sont pas officiels. En observant les groupes géolinguistiques des effectifs de la Légion étrangère entre 1946 et 1954 proposés par Mireille Nicoud, il en ressort les résultats suivants :
- Germaniques : 40 %
- Latins : 22 %
- Français : 16 %
- Pays de l'Ouest : 11 %
- Pays de l'Est : 9 %
- Anglo-saxons : 0,4 %
- Divers : 1,6 %

### Pertes humaines
En tout, 307 officiers, 1 082 sous-officiers et 9 092 soldats de la légion sont tués ou décédés à la suite de leurs blessures en Indochine entre 1946 et 1954[réf. nécessaire].
C'est le bilan le plus lourd pour la légion au cours d'une guerre, devant la Première Guerre mondiale[réf. souhaitée].

### Le jaunissement[6]
La guerre d'Indochine est le premier conflit où la Légion étrangère incorpore dans ses rangs des soldats « indigènes ». Ces derniers sont présents dans presque toutes les unités de légionnaires. L'expression « jaunissement » vient de cette nécessité de recruter des soldats indochinois pour garnir les troupes. 
Celui-ci débute alors à partir de 1950 jusqu'à la fin du conflit en 1954. Cette intégration prend du temps en raison de la tradition de la légion qui se présente comme un corps d'infanterie lourd destiné aux « Blancs » souhaitant changer de vie. De plus, certains ont pensé que les Slaves et Germains qui composent en grande partie la légion ne pourraient pas s'entendre avec les Indochinois et plus généralement que cela pourrait fragiliser les troupes du point de vue de l'efficacité. Malgré les nombreuses réticences, les problèmes d'effectifs obligent les officiers à mettre en place des unités mixtes. 
Dès le début de la guerre, les médecins précisent que les Européens se montrent sensibles aux pathologies tropicales comme le soleil, l'humidité ou les moustiques. Le 2e REI, débarqué en mars 1946, perd par exemple 193 légionnaires en raison d'affections graves soit 5,92 % des effectifs débarqués.
Par ailleurs, les autochtones apparaissaient également comme complémentaires aux légionnaires en raison de leurs aptitudes différentes. Alors que le légionnaire avance bruyamment au sein d'un environnement qu'il ne connait pas ou peu, les Indochinois sont habitués au milieu et peuvent être efficaces lors d'opérations de contre-guérillas ou bien tout simplement pour se fondre dans la foule d'un village.
Parmi les méthodes classiques de recrutement : l'amalgame correspondant à l'introduction d'un certain nombre d’autochtones dans les unités existantes. C'est le cas du 1er BEP qui est la fusion des compagnies de renfort avec une compagnie indochinoise parachutiste de la Légion étrangère (CIPLE). Lors du recrutement, des officiers se rendent directement dans les villages accompagnés d'interprètes pour tenter ceux qui sont prêts à s'engager pour la légion. Les officiers mettent en avant l'intérêt de la solde, c'est-à-dire 6 piastres par jour et donc la possibilité de faire vivre décemment sa famille, les primes, la menace du Việt Minh et enfin le prestige de l'uniforme. Il n'est parfois pas nécessaire de supplier la population car certains, par désir de vengeance ou pour tout autre mobile politique ou religieux, s'engagent volontiers dans la légion. Les volontaires doivent justifier leur identité, avoir moins de 40 ans, être de corpulence robuste.
La formation dépend avant tout de la valeur des légionnaires. Il s'agit de mettre en place une instruction simple et efficace qui prenne en compte la barrière de la langue. De ce fait, les légionnaires qui ne parlent pas correctement le français sont écartés du rôle d'instructeur. L'objectif est de former en peu de temps des troupes aptes au combat. L'étude des armes apparaît comme le meilleur moyen d'obtenir de vrais soldats. Malgré la crainte de désertions massives de la part des autochtones, la situation est différente et les tirailleurs déserteurs ne représentent qu'une minorité. Certains passent dans le camp ennemi tandis que d'autres reprennent leurs activités passées, par lassitude de l'armée ou du rythme éprouvant imposé par la légion. Les commandants de bataillons demandaient parfois de retirer parmi les rangs les éléments peu sûrs en rompant simplement leur contrat.
Des études sont menées sur la valeur des autochtones. Les Montagnards n'apparaissent pas comme fiables par exemple en raison de leur difficulté à s'approprier la mentalité militaire et cela peut jouer sur le moral des légionnaires européens. De plus, le Việt Minh n'hésite pas à user de sa propagande pour dissuader ceux qui veulent s'engager. Au contraire, les soldats jugés comme fiables sont les Nùng en raison de leur qualité de chasseurs ou encore les Tày. Les problèmes ethniques forcent certains, comme les Cambodgiens, à s'engager et deviennent alors de redoutables soldats malgré leur difficulté à respecter parfois les ordres. De manière générale, l'intégration des autochtones dépend des bataillons dans lesquels ils sont engagés. le 13e DBLE est globalement satisfait de ses partisans et au sein du Génie, les ingénieurs révèlent que leur travail avec les locaux est très complémentaire.  Par ailleurs, en 1952, on constate même que la désertion des autochtones est inférieure à celle des « Képis blancs ». 
Le « jaunissement » s'établit donc comme une expérience enrichissante pour la Légion. Certains soldats autochtones sont tellement satisfaits de la Légion qu'ils préfèrent même rester dans leur bataillon plutôt que de rejoindre une armée régulière nationale. Ces derniers se sentent déjà, au bout de quelque temps, comme des soldats de l'armée française.

## Apport des anciens soldats duIIIeReich
La Légion étrangère française est intimement liée aux Allemands car, dès son origine en 1831, ceux-ci composent entièrement trois des sept bataillons. Cette proximité avec ce peuple pousse par la force des choses d'autres Allemands à intégrer le corps d'armée. 
À la suite de la Seconde Guerre mondiale, la légion fait preuve de pragmatisme en ciblant les camps de prisonniers et notamment ceux composés d'Allemands mais également directement en Allemagne. Sur les huit postes recruteurs implantés en Europe en décembre 1945, deux se trouvent en Allemagne et deux autres en Autriche qui font partie après la guerre de la zone d'occupation française : Willingen[Où ?] et Landau[Où ?] en Allemagne, Bregenz et Innsbruck en Autriche. En appliquant ce principe, la légion bénéficiait de nombreux volontaires, dont certains se présentaient au recrutement en uniforme de la Wehrmacht. Le gouvernement allemand s'oppose à cet exode massif, mais ne  parvient pas à contrôler toutes ses frontières. Parfois, la légion aide même certains Allemands à les traverser clandestinement en leur offrant un uniforme et en les faisant passer pour des soldats français. En ce qui concerne les camps de prisonniers, la légion offrait une chance à ces derniers de pouvoir sortir en s'engageant dans la légion pour cinq ans. Beaucoup acceptaient en raison de conditions très difficiles et aussi à cause de la faim au sein de ces camps de prisonniers. Les engagements sont nombreux et encouragés par le service de recrutement de la région pour envoyer au plus vite un nombre important de soldats, afin de prêter main-forte au 5e REI déjà présent en Indochine depuis 1930.
Les chiffres concernant l'origine militaire des Allemands engagés en Indochine dans la Légion étrangère, correspondant à un échantillon de 390 légionnaires, mettent en lumière qu'environ 30 % sont des soldats d'infanterie, 20 % sont issus de la Luftwaffe, 15 % de la Kriegsmarine, 15 % des Schnellen Truppen, 10 % de compagnies d'artillerie et moins de 5 % sont issus de la Waffen-SS.
Les Allemands envoyés en Indochine sont utiles en raison de leur bonne connaissance des « équipements de récupération » et notamment d'origine allemande.Ceux-ci sont souvent issus de la Seconde Guerre mondiale, comme les mortiers allemands de 50 mm mais également les nombreux pistolets mitrailleurs de type Maschinenpistole 40 (MP 40) ou encore les avions de transports Junkers Ju 52.
De même, il est logique de retrouver des anciens soldats de la Panzerdivision être habilités à un rôle au sein du 1er régiment étranger de cavalerie (REC) ou bien des anciens parachutistes de la Luftwaffe au sein des BEP de la Légion.
Un certain nombre d'Allemands deviennent instructeurs en Indochine du fait de leur grande expérience militaire, et aussi parce que 70 % des soldats européens engagés sont germanophones.
Le cas d'ancien soldats de la Waffen-SS est une information sensible dans la Légion étrangère au lendemain de la Seconde Guerre mondiale. Même si l'autorité légionnaire nie leur présence (la Légion tente de repérer les anciens soldats de la Waffen-SS à l'aide de tatouages répandus dans la section), de nombreux témoignages prétendent le contraire. Les bureaux de recrutement ont donc recruté en connaissance de cause des soldats de la Waffen-SS sachant les antécédents militaires de leurs candidats. Cette négation de la part de l'administration de la Légion étrangère, qui ne souhaite pas se voir coller une étiquette fasciste, vise à ne pas entacher son prestige.

## Batailles impliquant la légion

### Bataille de Phu Tong Hoa
Les postes armées le long des Routes Coloniales 3, 3bis et 4 au Nord-Est du Tonkin sont particulièrement vulnérables en raison de leur proximité avec la frontière chinoise. La route est propice aux embuscades car elle longe des collines forestières. Cette bataille de Phu Tong Hoa a lieu en juillet 1948 et implique des troupes du 3e REI qui tiennent la ville avec des ressources limitées. Ils sont, en effet, 101 soldats de la 1re compagnie dirigés par trois officiers. Ils disposent de quelques mines, deux canons de 37 mm, un de 81 mm et deux mortiers de 61 mm. L'assaut débute dans la nuit du 25 juillet, mené par deux bataillons du Việt Minh assistés par des canons de 75 mm et 37 mm, des mortiers et de mitrailleuses. Le mur ouest de la ville cède et les deux officiers Cardinal et Charlotton sont mortellement blessés. Le commandement revient au sous lieutenant Bevalot. Lorsque les bombardements cessent, les soldats du Viet-Minh pénètrent dans l'enceinte et un combat rapproché a lieu avec les légionnaires positionnés dans différents bâtiments et postes de défenses. Ces derniers sont équipés de fusils avec baïonnettes, grenades, couteaux et mortiers. Les soldats du Việt Minh sont finalement repoussés après d'intenses combats. Les pertes côté légionnaires s'élèvent à 23 morts et 48 blessés. Les soldats ne  sont secourus que trois jours plus tard. Seulement 39 soldats sont encore en état de se battre.

### Bataille de la RC 4
La Route coloniale 4 ou RC 4 est le théâtre de nombreux affrontements entre forces viet-minh et soldats de la Légion étrangère dans la région du Tonkin. Cette route qui relie notamment les villes de Cao Bằng à Lạng Sơn sur 116 kilomètres sont au cœur de nombreuses guérillas stratégiques  menées par les bataillons ennemis. Cela déstabilise considérablement les réapprovisionnements et mouvements sur celles-ci. Face à la menace qui se fait de plus en plus grande, il est décidé d'évacuer la ville la plus au Nord, Cao Bang, dirigée par le colonel Charton. L'officier a sous ses ordres le 3e REI. Le nom de code de l'évacuation est « Thérèse ». L'ordre consiste à faire sauter la ville. Les civils suivent le mouvement. L'objectif du cortège en ce mois d'octobre 1950 est de rejoindre une armée composée de trois tabors marocains, le 8e régiment de tirailleurs marocains et le 1er BEP ; qui les attendent sur le chemin pour ensuite se retrouver à l'abri à Lạng Sơn. L'opération ne se déroule pas comme prévu. L'armée viet-minh du général Võ Nguyên Giáp postée partout dans les montagnes empêche la jonction des groupes. De plus, la citadelle de Đông Khê (en) est prise depuis le mois de septembre, obligeant une contre-attaque. Mais la force armée viet-minh est bien supérieure, et le parachutage du 1er BEP pour ouvrir la voie n'est pas suffisant. Face à l'incapacité de faire la jonction sur la RC4, les troupes de Lepage et celles du BEP ainsi que le 3e REI de Charton doivent se rejoindre dans les gorges de Coc-Xa pour défendre les attaques incessantes des bataillons de Giáp. Le Bataillon Charton a, sur son chemin, abandonné tous les civils pour rejoindre au plus vite les troupes alliées. Dans la cuvette de Coc-Xa, les Viets sont entre 20 000 et 30 000, soit bien plus que leurs opposants, au nombre de 6 000. Le 6 octobre, les troupes françaises se retrouvent encerclées à la suite d'un intense combat. Moins de 100 hommes parviennent à survivre dont 12 douze légionnaires du 1er BEP.

### Bataille de Hòa Bình
La bataille se déroule entre novembre 1951 et février 1952. Le général Giáp mène en janvier 1951 une troupe de 22 000 soldats qui doivent s'emparer du Delta défendu par l'officier de Lattre et son armée. Après un premier succès, les troupes viet-minh sont finalement repoussées et perdent 6 000 hommes et autant de blessés. L'usage du napalm est d'ailleurs pour la première fois cité au cours de ce conflit, envoyé par les supports aériens français. À la suite de cette victoire et de la sécurisation du Delta, de Lattre lance une offensive à Hòa Bình en novembre 1951, situé à 40 km du Delta, lieu stratégique de la Route Coloniale 6. Les combats impliquent côté français le I/2e, I/5e et III/5e REI et le 13e DBLE. Tandis que les victoires tactiques se succèdent, les Français payent le fait qu'ils n'exploitent pas leur avantage stratégique . Face à l'enlisement des combats, la ville carrefour est décrétée intenable face aux « marées humaines » du Viet Minh qui mène de nombreuses infiltrations nocturnes et possèdent une artillerie efficace et indétectable par l'aviation française.

### Bataille de Na San & Phu Doan
En 1952, le général Giáp contrôle les régions montagneuses du Thai et menace la frontière du Laos. Le général français Raoul Salan tente alors à la fin du mois d'octobre de repousser l'ennemi lors de l'Opération Lorraine en envoyant 30 000 soldats capturer la base de Phú Doan qui est un dépôt militaire viet-minh. C'est un grand succès. Puis, en novembre, Salan et ses troupes renforcent et fortifient la ville de Nà Sản. On y retrouve 2 bataillons de la légion : le III/3e et le III/5e REI. Giáp, qui pense que les garnisons ennemies sont faibles, envoie 4 régiments qui attaquent à maintes reprises entre le 23 novembre et le 2 décembre. Cela se résume à chaque fois par des échecs.

### Bataille de Diên Biên Phu

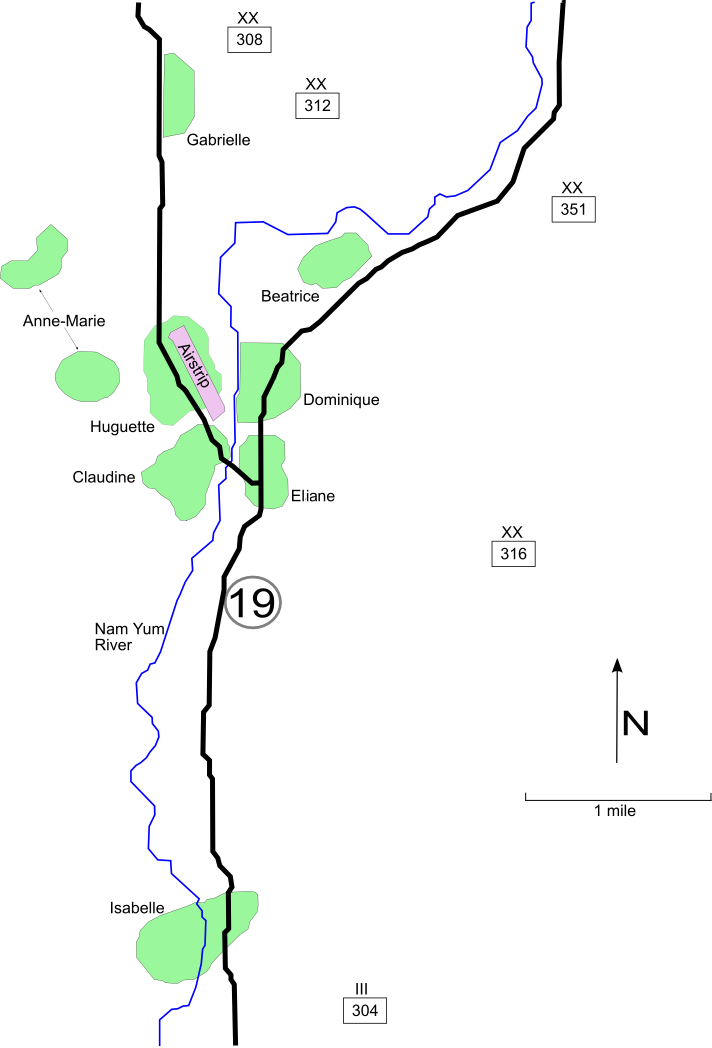
Carte de Ðiện Biên Phủ.

La bataille de Ðiện Biên Phủ se déroule entre novembre 1953 et mai 1954. Elle débute tout d'abord par la prise, sans difficulté, de la vallée située dans les montagnes du pays thaï, par des unités parachutistes. Les semaines suivantes, la priorité consiste à sécuriser la zone, la fortifier. Pour ce faire, elle reçoit des soutiens matériels et humains. Les unités du I/2e REI, III/3e REI et III/13e DBLE rejoignent rapidement les lieux. Les troupes françaises bénéficient de 28 canons lourds, 10 char M24 Chaffee et 9 avions Grumman F8F Bearcat. Mais, le général Giáp en profite pour positionner toutes ses forces autour de la vallée et improvise un impressionnant système logistique. Cela se traduit par 200 canons de 75 mm et 50 000 hommes déployés, soit cinq fois plus que les 10 000 hommes déployés par les troupes françaises. En décembre, ces derniers connaissent de sérieuses défaites à la suite d'escarmouches quotidiennes.  Puis, le 15 mars, d'importants bombardements débutent suivis d'assauts du Viet Minh. Les légionnaires du III/13e DBLE sont sévèrement touchés et leur base du nom de code « Béatrice » tombe aux mains de l'ennemi. La base « Gabrielle » connait le même sort. Les avions français qui se retrouvent vulnérables face aux canons antiaériens ennemis doivent s'en aller. Puis à la fin du mois de mars, le III/3e REI perd sa base nommée alors « Isabelle ». Malgré les tentatives de contre-attaques notamment du I/2e REI et du I/3e REI, les soldats se retrouvent débordés par les troupes viet-minh. Lors de la première semaine de mai, la résistance française prend fin. La bataille cause la mort d'environ 8 000 hommes du Viet Minh et côté français, environ 1 500 légionnaires perdent la vie ou sont portés disparus. Le I/2e REI, III/3e REI, I/ & III/13e DBLE, les deux bataillons de légion parachutiste, sont anéanties durant cette bataille.

## Autres activités de la légion
La Légion étrangère a la particularité d'amener une certaine polyvalence au sein de l'armée française. En effet, au delà des simples légionnaires d'infanterie, cette armée dispose d'un corps de Génie composé d'ingénieurs utiles à la réparation d'engins militaire ou bien de constructions de postes. L'un des maîtres mot de la légion est la polyvalence et il n'est pas rare pour les généraux d'avoir recours à des bataillons de légionnaires pour fortifier des points sensibles ou encore d'organiser des sauvetages spectaculaires en cas de coup dur. L'exemple de la route coloniale no 3 ou RC3 témoigne de cela. Une partie du 3e REI est affectée à la consolidation de postes avancés tout au long de cette route pour sécuriser les passages de ravitaillement dans un milieu hostile. La RC3 se trouve dans la région du Tonkin où la concentration d'ennemis dissimulés dans la jungle est très importante. Le Capitaine Mattei est par exemple affecté au village de Ban-Cao. Ce dernier, constatant la faiblesse du lieu met en place une forteresse en haut d'une montagne pour y établir son poste de commandement après avoir dynamité tout une falaise. Il surnomme cet endroit le « nid d'aigle ».
Par ailleurs, il peut s'agir de sécuriser une voie ferroviaire qui fait la jonction entre des postes en tapant avec une masse sur les rails. Cela permet de déclencher une possible mine de fortune (composée d’une balle de fusil et d’un clou pour activer une explosion) posée par les Viets.

## Dans la littérature
Le roman historique est un bon moyen de s'imprégner de l'ambiance de la guerre d'Indochine. Deux ouvrages mettent en lumière la Légion étrangère durant ce conflit.
- Paul Bonnecarrère, Par le sang versé : la Légion étrangère en Indochine.
- George Robert Elford, La Garde du Diable : Des SS en Indochine.

Par ailleurs, il existe une littérature qui cherche à améliorer l'image de la légion dans les années 1960. Il est alors mentionné que la légion n'a jamais ouvertement accepté d'anciens soldats de la Waffen-SS.
Parmi ces ouvrages, on trouve : 
- Erwan Bergot, La Légion au combat de la Grande guerre à nos jours, 1979.

### Monographies
- Erwan Bergot, La Légion au combat : de la Grande guerre à nos jours, Paris, Librairie générale française, 1995, 315 p., 1 vol. ; 18 cm (ISBN 978-2-25313-726-9, OCLC 464337685, lire en ligne).
- Paul Bonnecarrère, Par le sang versé : la Légion étrangère en Indochine, Paris, Perrin, 2007, 503 p., 1 vol. ; 18 cm (ISBN 978-2-26202-609-7, OCLC 470524928, lire en ligne).
- Georges Robert Elford (trad. de l'anglais par Claude Elsen), La Garde du diable : Des SS en Indochine [« Devil’s guard »], Paris, Fayard, 1974, 298 p. (OCLC 1223453870, lire en ligne).
- Pierre Thoumelin, L’Ennemi utile : 1946-1954 ; des vétérans de la Wehrmacht et de la Waffen-SS dans les rangs de la Légion étrangère en Indochine, Fareham, Schneinder Text, 2013, 167 p., 20 cm (ISBN 978-2-91187-030-9, OCLC 935360068, lire en ligne).
- (en) Martin Windrow et Mike Chappell, French Foreign Legion : Infantry and Cavalry since 1945, Oxford, Osprey, 2005, 64 p., 1 vol. ; 25 cm (ISBN 978-1-85532-621-7, OCLC 762459292, lire en ligne).

### Articles et chapitres
- (en) Frank Biess, « Moral Panic in Postwar Germany : The Abduction of Young Germans into the Foreign Legion and French Colonialism in the 1950s », The Journal of Modern History, no 4,‎ décembre 2012, p. 789-832.
- Michel Bodin, « Le jaunissement de la Légion en Indochine, 1950-1954 », Guerres mondiales et conflits contemporains, no 237,‎ 2010, p. 63-80.

### Vidéos
- Jérôme Santelli, « Cao Bang RC4 : web-documentaire », 2014.
- (en) Marc Eberle, « In Foreign Service : German Legionnaires in Indochina ».
- « Les Actualités françaises : La guerre en Indochine », sur INA, 26 octobre 1950.
- « Les Actualités françaises : La guerre en Indochine », sur INA, 10 mai 1951.
- « Les Actualités françaises : La Bataille de Ninh Binh », sur INA, 14 juin 1951
- « Les Actualités françaises : Dien Bien Phu à l'heure de l'assaut », sur INA, 18 mars 1954.